# Các đội tuyển bóng đá quốc gia Việt Nam năm 2004
Lịch và kết quả thi đấu của đội tuyển bóng đá quốc gia Việt Nam các cấp trong năm 2004.

## Đội tuyển Việt Nam
- Hạng nhì Cúp LG 2004
- Xếp thứ 3 bảng 7 ở vòng loại World Cup 2006

VL: vòng loại
| Ngày        | Địa điểm                     | Đối thủ               | Tỷ số | Giải              | Cầu thủ Việt Nam ghi bàn | Chi tiết                                             |
| ----------- | ---------------------------- | --------------------- | ----- | ----------------- | --- | ---------------------------------------------------- |
| 18 tháng 2  | Mỹ Đình, Hà Nội              | Maldives              | 4-0   | VL World Cup 2006 | Phan Văn Tài Em 10', 60' Nguyễn Minh Hải 14' Phạm Văn Quyến 80'                                                                   |                                                      |
| 18 tháng 2  | Thiên Trường, Nam Định       | Liban                 | 0-2   | VL World Cup 2006 | |                                                      |
| 9 tháng 6   | Daejeon, Hàn Quốc            | Hàn Quốc              | 0-2   | VL World Cup 2006 | |                                                      |
| 20 tháng 8  | Thống Nhất, T.P. Hồ Chí Minh | Myanmar               | 5-0   | Cúp LG            | Lê Công Vinh 32' (11m), 90+' Thạch Bảo Khanh 45' Nguyễn Minh Phương 70' Phạm Văn Quyến 80'                                        |                                                      |
| 24 tháng 8  | Thống Nhất, T.P. Hồ Chí Minh | Ấn Độ                 | 2-1   | Cúp LG            | Lê Công Vinh 25' Thạch Bảo Khanh 58'                                                                                              | Lưu trữ ngày 30 tháng 9 năm 2007 tại Wayback Machine |
| 26 tháng 8  | Thống Nhất, T.P. Hồ Chí Minh | Thành phố Hồ Chí Minh | 5-0   | Cúp LG            | Thạch Bảo Khanh 28', 71' Lê Công Vinh 31' Lê Huỳnh Đức 58', 68'                                                                   |                                                      |
| 28 tháng 8  | Thống Nhất, T.P. Hồ Chí Minh | Sinh viên Hàn Quốc    | 4-5   | Cúp LG            | Thạch Bảo Khanh 28' Lê Công Vinh 70' Lê Huỳnh Đức 80' Phạm Văn Quyến 86' (11m)                                                    | [ 1 ]                                                |
| 8 tháng 9   | Thống Nhất, T.P. Hồ Chí Minh | Hàn Quốc              | 1-2   | VL World Cup 2006 | Hàn Quốc phản lưới nhà |                                                      |
| 24 tháng 9  | Hà Nội                       | Santa Cruz            | 1-0   | Agribank Cup      | |                                                      |
| 26 tháng 9  | Hà Nội                       | Porto B               | 1-2   | Agribank Cup      | |                                                      |
| 13 tháng 10 | Malé, Maldives               | Maldives              | 0-3   | VL World Cup 2006 | |                                                      |
| 17 tháng 11 | Beirut, Liban                | Liban                 | 0-0   | VL World Cup 2006 | |                                                      |
| 7 tháng 12  | Thống Nhất, T.P. Hồ Chí Minh | Singapore             | 1-1   | Cúp Tiger 2004    | Thạch Bảo Khanh 51' |                                                      |
| 9 tháng 12  | Thống Nhất, T.P. Hồ Chí Minh | Campuchia             | 9-1   | Cúp Tiger 2004    | Thạch Bảo Khanh 8', 23' Lê Công Vinh 58', 87', 89' Đặng Văn Thành 71', 83' Nguyễn Huy Hoàng 77' 1 cầu thủ Lào tự ghi vào lưới nhà |                                                      |
| 11 tháng 12 | Mỹ Đình, Hà Nội              | Indonesia             | 0-3   | Cúp Tiger 2004    | |                                                      |
| 15 tháng 12 | Mỹ Đình, Hà Nội              | Lào                   | 3-0   | Cúp Tiger 2004    | Lê Công Vinh 9' Nguyễn Minh Phương 41' Thạch Bảo Khanh 74'                                                                        |                                                      |

## Đội tuyển U20 Việt Nam
- Hạng nhì Giải vô địch bóng đá U20 Đông Nam Á 2004

| Ngày       | Địa điểm                     | Đối thủ       | Tỷ số | Giải           | Cầu thủ Việt Nam ghi bàn                            | Chi tiết |
| ---------- | ---------------------------- | ------------- | ----- | -------------- | --------------------------------------------------- | -------- |
| 29 tháng 8 | Thành Long, T.P. Hồ Chí Minh | Malaysia U20  | 0-0   | U20 Đông Nam Á |                                                     |          |
| 31 tháng 8 | Thành Long, T.P. Hồ Chí Minh | Thái Lan U20  | 0-2   | U20 Đông Nam Á |                                                     |          |
| 4 tháng 9  | Thành Long, T.P. Hồ Chí Minh | Lào U20       | 3-1   | U20 Đông Nam Á | Châu Lê Phước Vĩnh 60', ?' Nguyễn Anh Đức 68        |          |
| 6 tháng 9  | Thành Long, T.P. Hồ Chí Minh | Indonesia U20 | 5-2   | U20 Đông Nam Á | Phan Thanh Bình 3', 54', 80' Nguyễn Anh Đức 50', ?' |          |

## Đội tuyển U17 Việt Nam
| Ngày      | Địa điểm | Đối thủ      | Tỷ số | Giải       | Cầu thủ Việt Nam ghi bàn    | Chi tiết |
| --------- | -------- | ------------ | ----- | ---------- | --------------------------- | -------- |
| 4 tháng 9 | Nhật Bản | Lào U17      | 1-2   | U17 châu Á | Huỳnh Phúc Hiệp 48'         |          |
| 6 tháng 9 | Nhật Bản | Oman U17     | 1-2   | U17 châu Á | Nguyễn Quang Tình 48' (11m) |          |
| 8 tháng 9 | Nhật Bản | Hàn Quốc U17 | 0-1   | U17 châu Á |                             |          |